# Salomon Marx (Industrieller)
Salomon Marx (* 29. Mai 1866 in Schwerte; † 24. Oktober 1936 in Berlin) war ein deutscher Industrieller, Bankier und Politiker.

## Leben

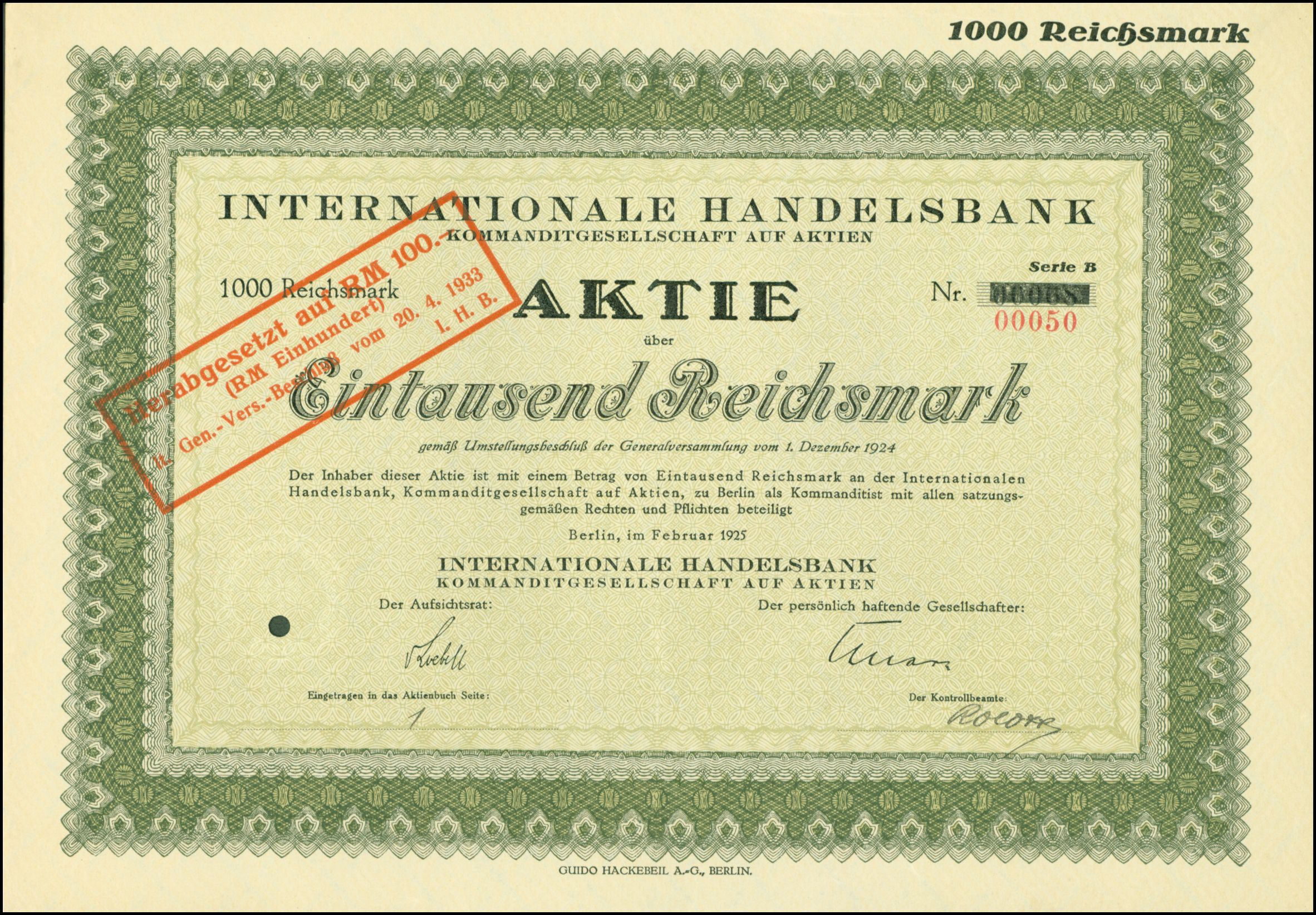
Aktie über 1000 RM der Internationale Handelsbank KGaA vom Februar 1925

Nach dem Besuch der Gymnasien in Höxter und Soest studierte Salomon Marx an den Universitäten Freiburg, Berlin und Marburg Rechtswissenschaften. 1888 legte er das Referendarexamen ab. Anschließend hatte er verschiedene kaufmännische Positionen in Danzig, Königsberg, Köln und für die Deutsche Bank in London inne. Von 1896 bis 1905 war er leitender Direktor der Norddeutschen Elektrizitäts- und Stahlwerke in Danzig. 1906 wurde er industrieller Beirat der Darmstädter Bank. Als selbständiger Bankier gründete er 1912 die Bankfirma Salomon Marx, die 1920 in S. Marx & Co. und 1921 in die Internationale Handelsbank KGaA umfirmierte. 1928 übernahm diese durch Fusion die Nordische Bank in Berlin. Nach dem Tode von Salomon Marx wurde die Internationale Handelsbank KGaA 1937 in Grundbesitz- und Handelsbank KGaA umbenannt und 1939 aufgelöst.
Salomon Marx war in Berlin Großherzoglicher Oldenburgischer Konsul. Er gehörte zahlreichen Aufsichtsräten deutscher Unternehmen an. So war er unter anderem Aufsichtsratsvorsitzender der Firma Carl Lindström und der Portland-Cement-Werke AG in Schwanebeck sowie Aufsichtsratsmitglied der Engelhardt-Brauerei, der Brauerei Groterjan & Co. AG in Berlin, der Deutschen Bank und der UFA.
1908 wurde er Ehrenmitglied des Corps Borussia Danzig, dessen Altherrenvorstand er von 1908 bis 1926 angehörte.

## Politik
Salomon Marx gründete 1918 den Bürgerrat von Groß-Berlin, auf dessen Initiative sich am 5. Januar 1919 der Reichsbürgerrat als Spitzenorganisation von etwa 300 Bürgerräten, die im Zuge der Novemberrevolution als Gegenbewegung zu den Arbeiter- und Soldatenräten in vielen deutschen Städten entstanden waren, konstituierte. Marx gehörte zu den Financiers des Freicorps von Waldemar Pabst. Er stand Eduard Stadtler und der von ihm gegründeten Antibolschewistischen Liga nahe. Aus der Deutschnationalen Volkspartei, in der Marx Mitglied des Hauptvorstandes war, zog er sich bereits 1919 zurück, weil diese sich nicht klar genug vom Antisemitismus distanzierte.

## Schriften
- Die Deckung unserer Kriegskosten. Büxenstein, Berlin 1917
- Das organische Staatsprinzip, 1919